# Dennis Cagara
Dennis Cagara, né le 4 septembre 1986 à Glostrup au Danemark, est un footballeur international philippin d'origine danoise. 
Il évolue au poste de défenseur.

## Biographie

### Sélection
Dennis Cagara est convoqué pour la première fois par le sélectionneur national Michael Weiß pour un match amical face à Singapour le 7 octobre 2011.
Il participe à l'AFC Challenge Cup en 2012 avec les Philippines. Ils terminent sur la dernière marche du podium.

## Palmarès

### En club
- Brøndby IF :
  - Vainqueur de la Coupe du Danemark en 2003.
- Karlsruher SC :
  - Vainqueur du Championnat d'Allemagne de D3 en 2013.